# Atila Turan
Atila Turan (* 10. April 1992 in Migennes) ist ein türkisch-französischer Fußballspieler.

## Karriere

### Verein
Turan spielte während seiner Jugend bei Grenoble Foot und wurde in der Saison 2009/10 in die Zweite Mannschaft des Vereins berufen. Sein Debüt in der ersten Mannschaft gab er am 6. August 2012 gegen Le Havre AC. In Grenoble spielte er in zwei Jahren 22 Ligapartien und erzielte drei Tore. Im Sommer 2011 wechselte Turan nach Portugal zu Sporting Lissabon. Noch bevor die Saison begann, wurde er an den Ligakonkurrenten SC Beira-Mar verliehen.
Zur Saison 2012/13 wurde er an den türkischen Erstligisten Orduspor verliehen.
Nach dem Abstieg Orduspors aus der Süper Lig verließ Turan die Türkei und setzte seine Karriere in Frankreich bei Stade Reims fort.
Für die Saison 2014/15 wurde er an den türkischen Erstligisten Kasımpaşa Istanbul ausgeliehen.
In der Sommertransferperiode 2017/18 wurde er vom Erstligisten Kayserispor verpflichtet und spielte hier die nächsten zweieinhalb Spielzeiten lang. Im Winter wechselte er innerhalb der Liga zu MKE Ankaragücü.

### Nationalmannschaft
Turan wurde früh für die französischen Jugendnationalmannschaften entdeckt und durchlief von der U-17 bis zur U-19 alle Altersstufen.
Nach seinem Wechsel in die Türkei erklärte er im November 2012, im Falle einer Nominierung in Zukunft für die türkischen Nationalmannschaften spielen zu wollen. So wurde er im Rahmen eines Testspiels gegen Norwegen in den Kader der türkische U-21-Nationalmannschaft nominiert. Bei dieser Begegnung vom 6. Februar 2013 spielte er von Beginn an. Am 9. November 2017 gab Turan gegen Rumänien sein Debüt für die Türkei.